# Filà Al-Xafar

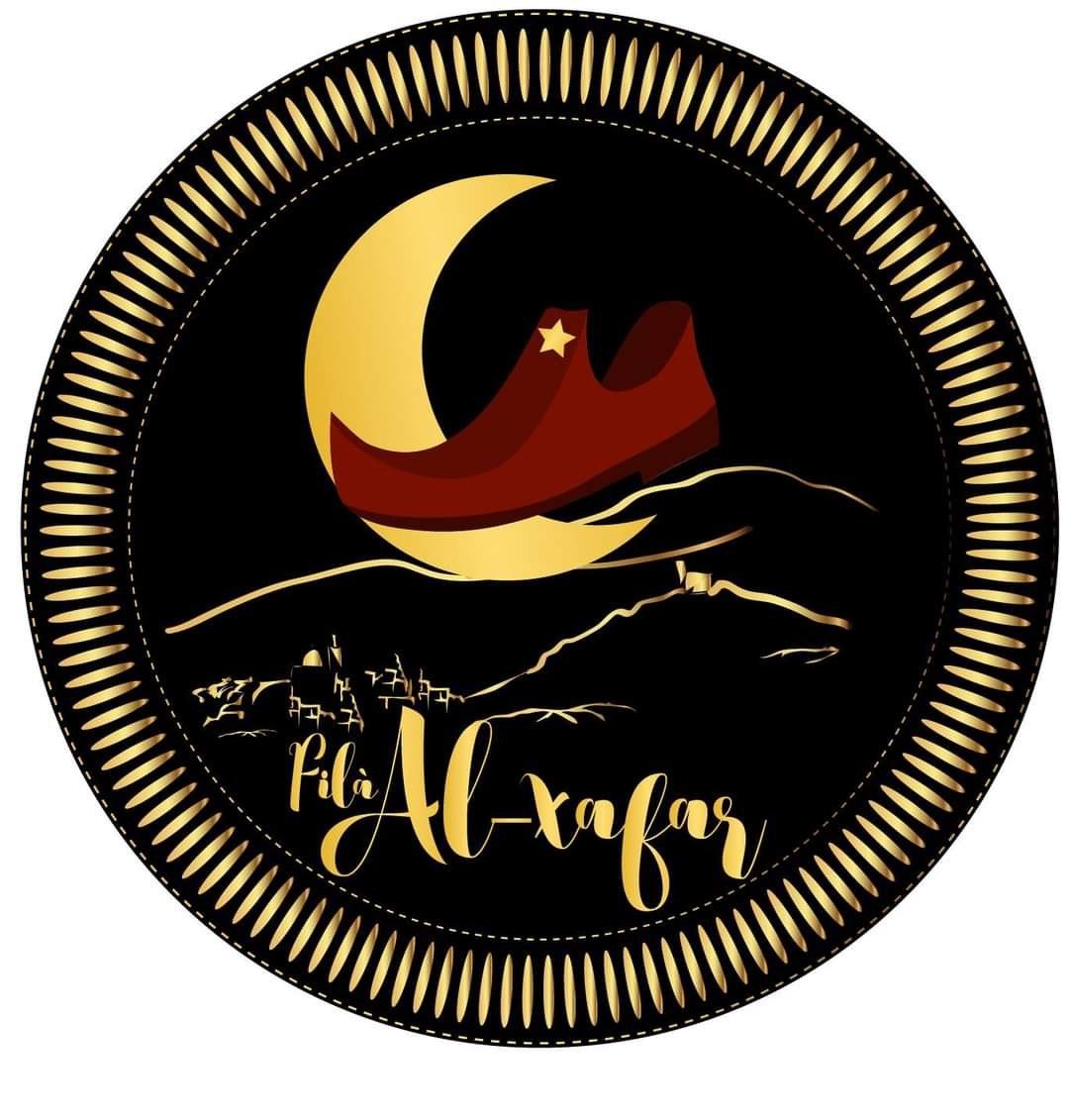
Escut oficial Al-Xafar

La Filà Al-Xafar és una comparsa del bàndol musulmà que forma part de les Festes de Moros i Cristians de Castelló de Rugat. Des de la seua fundació l’any 2016 és membre de l’associació moro-cristiana de la mateixa localitat i un any més tard es va integrar a la ULDEF (Unió Local d’ Entitats Festeres de Moros i Cristians) per a la recerca i difusió de l'expressió popular de la festa.
La comparsa ha tingut un progressiu creixement des dels seus inicis i es nodreix principalment de músics membres de la Banda Unió Musical Benicadell del mateix municipi, essent aquest un tret que ha caracteritzat des del primer moment el tarannà fester de la filà. Així 
doncs, als components de la mateixa se’ls coneix amb el malnom d’al-xafarenques i al-xafarencs, que a la vegada estan dividits ens tres esquadres: Fundadors, Al-Morsars i Del-Mig.
Les esquadres no tenen una indumentària definida encara que les diferents propostes de vestit oficial conjuguen elements decoratius amb el color ocre de l’arena del desert.
La filà té la seu al carrer la Font i subseu a l’Ataque de les Escoles Velles. Tots dos espais pròxims entre si i ubicats a Castelló de Rugat on l’associació organitza la majoria dels seus actes, en vista d’adquirir un espai propi i adequat a la normativa europea.

## Història i origen
El component humà de la filà Al-Xafar està format per persones què, encara que de diversa procedència, algunes d’elles mantenen el substrat andalusí que va habitar les comarques valencianes al llarg de segles. No debades, el nom de la filà no és casual ja que respon a la derivació del mal nom d’un clan àrab primer i morisc després que visqué a la Vall d’Albaida al llarg de més de huit segles. Estem parlant de la família Pal·lâ.
La primera cita escrita del llinatge la trobem a la relació de danys provocats per l’Exèrcit dels Agermanats al saqueig de Castelló l’any 1521 poc abans de la batalla de Vernissa. Ací, Abdal·là Pal·lâ confesa que els agermanats li han causat 50 lliures de danys a casa on també, Ubaydal Pal·lâ, apareix com a propietari d’un corral de bestiar danyat als afores del lloc. Les referències als diferents llibres de patrimoni que existeixen sobre la baronia de Castelló de Rugat evidencien la importància patrimonial d’aquesta família. Així, els tornem a trobar al cappatró de 1530 on apareixen enumerades les propietats de Micael Pal·lâ, o al capbreu de 1576, on hi apareixen les de Joan Pal·lâ o Maria, Francisca i Jerònima Pal·lâ. A més a més, la família anirà acumulant presència i càrrecs municipals, com el de jurat del lloc als anys 1597 i 1604 de la mà de Martí i Miquel Pal·lâ.
Ens centrem però amb Miquel Pal·lâ, de malnom el Coix, que també trobem a l'esmentat capbreu de 1576, i que acumularà un considerable patrimoni al 1597. Per un costat serà un dels moriscos més influent, amb pes polític municipal, i a la vegada disposarà d’un important patrimoni immoble.
Malauradament, aquest pes quedarà en no res ja que el Decret de Felip III publicat el 22 de setembre de 1609 a València condemnava a l'expulsió de tots els moriscos valencians i amb ells a la família Pal·lâ i els seus descendents.
Així doncs, ens centrem de nou amb Miquel Pal·lâ perquè serà el primer d’una dinàstica, els Coix, que perdurarà en terres valencianes fins als nostres dies. Molt hàbilment, en Miquel va aconseguir defugir l'embarcament forçós al port de Dénia d’un dels seus fills, un xiquet de 8 anys també nomenat Miquel adoptat pel notari Jaume Diego(Osarrat I),qui mantindria el malnom de el Coix, i es quedà vivint a la Vall com un més dels morisquets que no embarcà cap a Algèria o Tunísia.

El rastre del darrer Pallâ documentat es perd al llarg dels anys. No serà fins a la fi del segle xix quan tornem a localitzar el llinatge a el Ràfol de Salem. Serà Blai Payà i Orts, amb el malnom de el Coix, qui tornarà a Castelló de Rugat a principi del segle XX per a restablir la família.

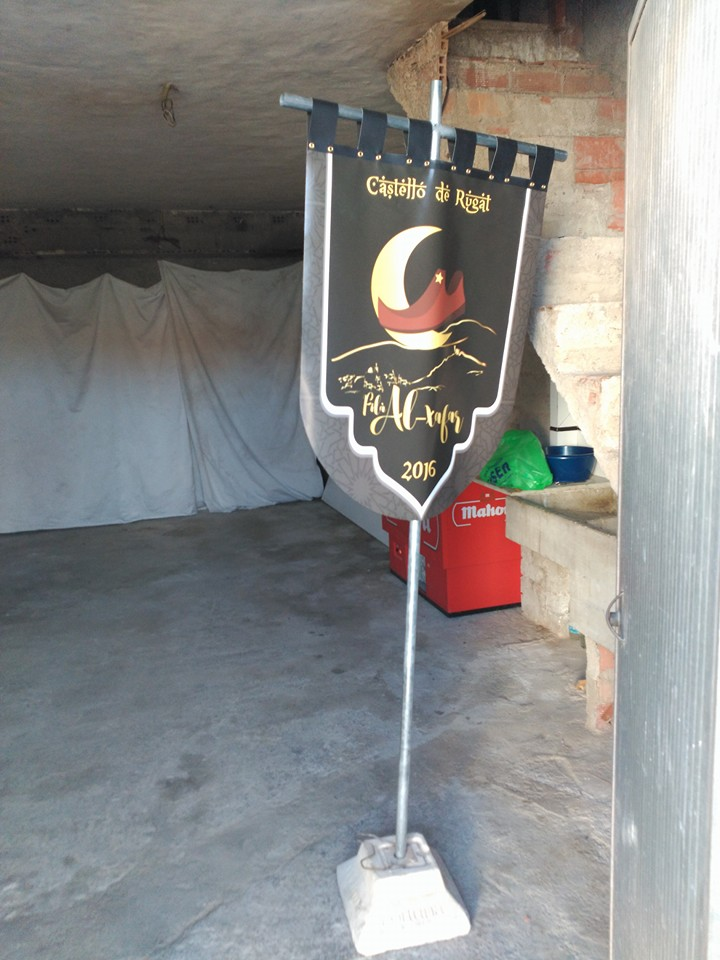
Banderí original

De nou, amb anys per davant, seran alguns dels descendents de Blai Payà el Coix qui s'ajuntaran per a fundar la filà Al-Xafar, ja l’any 2016, amb l’objectiu de mantenir viva la memòria d’aquells qui varen ser els predecessors musulmans a Castelló de Rugat.
Amb orígens incerts, conta la llegenda que la idea de formar aquesta filà va sorgir una nit d'Herbero a les festes de Sant Blai de la població de Bocairent, on un xicotet grup de músics que estaven fent gaudir de la seua música a aquesta població, varen formar una primera esquadra on van començar sorgir idees per a aquesta fundació.
Mesos més tard d'aquests músics al costat d'amics de la població i voltant de Castelló de Rugat varen formar la filà amb l'esquadra de Fundadors.

## Història del banderí
El banderí de la Filà Al-Xafar, que encapçala els actes en els quals participa la filà, és molt més que un simple emblema: és un símbol carregat de significat històric i cultural. El banderí actual és una rèplica del guió històric que es va perdre durant els fets revolucionaris del 3 d’agost de 1936, però manté els elements essencials que identificaven la filà i els seus orígens.
Un dels elements més representatius del banderí és la mitja lluna, clara al·lusió al món islàmic, que recorda l'herència morisca de la família Pal·lâ, arrelada a Castelló de Rugat. A més, hi trobem el botí, que evoca l’ofici d’espardenyer, practicat pels avantpassats de la família, i al mateix temps fa referència a Miquel Pal·lâ, el Coix, del qual descendeixen els fundadors de la comparsa. Aquestes dues icones són clàssiques i es mantenen des de l’origen de la filà, ressaltant la seva vinculació amb la història morisca de la Vall d'Albaida.
En les darreres revisions del banderí, s'han incorporat altres elements per fer-lo encara més representatiu de la filà i del territori. L'escut inclou ara l’Scan line de Castelló de Rugat, la silueta del Benicadell, i el nom de la filà en un format que s'assembla a un escut heràldic propi. A més, s'han sumat els colors àuric i negre, que aporten un toc elegant i distintiu a l'emblema. També s'ha volgut destacar el cordó que envolta circularment l'escut, interpretat per alguns com un símbol de la unió clànica, tot i que aquesta teoria no ha pogut ser confirmada amb certesa i queda com una hipòtesi suggestiva.
L’antic banderí es conservava en una de les dependències annexes de l’església de Castelló de Rugat fins que va ser destruït. A partir de fonts orals, i amb l’ajuda de testimonis que recordaven els trets essencials, es va poder reconstruir el guió actual, mantenint l'esperit de l’original i adaptant-lo als temps moderns.
Finalment, no podem deixar de mencionar un detall curiós però important: el banderí actual, encara que no ha estat pesat oficialment, es creu que arriba als 200 kg. El motiu? El material massís i pesant del qual està fet. Encara que ningú hagi tingut la gosadia de posar-lo sobre una balança, els membres de la filà ho tenen clar: "No és per als dèbils d'esquena!"

## Celebracions Anuals de la Filà Al-Xafar: Un Enllaç amb la Història
Les festivitats de la Filà Al-Xafar no només són un reflex de l’esperit festiu que caracteritza les festes de moros i cristians a Castelló de Rugat, sinó que també serveixen per recordar i homenatjar la rica història morisca de la Vall d'Albaida i, en especial, la família Pal·lâ. Els actes festius estan impregnats d’aquesta connexió amb el passat, fent que cada celebració tingui un significat històric més profund.

### Festes d'Agost: Un Pont entre Tradició i Història
Les Festes d'Agost són el moment culminant de l'any per a la Filà Al-Xafar i sempre se celebren Diumenge després del 15 d'agost. Aquestes festes, que tenen lloc de divendres a dimarts, inclouen diversos actes plens de simbolisme i connexions amb els fets històrics de la Vall.
- Divendres: Nit de l’Olla La Nit de l'Olla és coneguda per les seves desfilades satíriques, i la Filà Al-Xafar, amb el seu característic trage d'americana i banyador, contribueix amb un toc d’humor. Aquesta vestimenta no és només una broma, sinó també un recordatori de la dualitat històrica dels moriscos, que van haver de navegar entre dues cultures diferents després de la conversió forçada al cristianisme. La desfilada recorda el contrast entre l'herència morisca i la vida cristiana que es va imposar, i com els descendents dels Pal·lâ van trobar maneres creatives de sobreviure i prosperar en aquestes circumstàncies adverses.
- Dissabte: Entrà de Moros i Cristians El dissabte, amb l'Entrà de Moros i Cristians, la Filà Al-Xafar desfila amb tota la seva esplendor, evocant l’orgull morisc. Aquest acte recorda les èpoques de resistència i convivència de la família Pal·lâ abans de la seva expulsió el 1609. Durant la desfilada, els membres de la filà simbolitzen la dignitat i la força dels seus avantpassats moriscos, especialment figures com Miquel Pal·lâ, el Coix, qui va aconseguir mantenir el seu llinatge després de la deportació massiva.
- Dilluns: Dia de Sant Arnulfo El dilluns és un dels dies més importants per a la filà, i està íntimament vinculat amb la història de la família Pal·lâ. Al matí se celebra la Diana de Gala, però és a partir del migdia quan comença l’acte central de la filà: la Cercavila de Sant Arnulfo. Aquesta processó, on es porta la imatge del patró de la filà a la filà agermanada dels Arquers de Castelló, no només és una cerimònia religiosa, sinó també un homenatge a la resistència cultural de la família Pal·lâ. Sant Arnulfo, com a patró de la filà, representa el vincle entre les dues cultures. De la mateixa manera que Miquel Pal·lâ, el Coix, va ser adoptat pel notari Jaume Diego (Osarrat I) per evitar l'expulsió, la imatge de Sant Arnulfo és un símbol de la protecció i la continuïtat de la identitat morisca dins de la comunitat cristiana. El retorn de la imatge a la filà després de la seva estada sota la vigilància dels arquers simbolitza el retorn a casa i la pervivència d’una herència que, malgrat els obstacles, ha aconseguit sobreviure.

### Mig Any: Recordant la Resistència
Al voltant del març o l'abril, la Filà Al-Xafar celebra el Mig Any, que marca el punt mitjà entre les Festes d'Agost. Aquest esdeveniment és un moment per recordar la història de la Vall d'Albaida i la resistència de la família Pal·lâ. És també un moment de germanor, on els membres de la filà es reuneixen per reviure l’esperit d’aquells que van resistir a les adversitats de la història, en particular durant la rebel·lió dels agermanats o l'expulsió morisca. Aquest acte es converteix en un espai de reflexió i celebració del patrimoni cultural que la filà preserva amb orgull.

### 1/4 d'Any i 3/4 d'Any: La Unió de la Filà
Finalment, la filà celebra el 1/4 d'Any i el 3/4 d'Any, reunions més informals però no menys significatives. Aquests actes reforcen els vincles entre els membres de la filà i serveixen per recordar les petites però importants lluites diàries dels moriscos per mantenir viva la seva identitat. Cada reunió festiva, cada àpat i celebració serveixen per enfortir aquesta germanor que ha perdurat durant segles, des dels temps d'Abdal·là i Ubaydal Pal·lâ fins als seus descendents actuals.

## Esquadres de la Filà Al-Xafar
La Filà Al-Xafar, és molt més que una agrupació festiva: és un homenatge viu a la història morisca de la Vall d'Albaida i, especialment, de Castelló de Rugat. Cada esquadra de la Filà Al-Xafar, des dels Fundadors fins als Al-Xomis, està impregnada d’aquesta rica història, i a través d'elles es perpetua la memòria i el llegat d’aquells que van lluitar per mantenir viva la seva identitat en temps de conflicte. Amb un fort sentiment de comunitat i respecte per la seva herència, la filà ha sabut integrar les noves generacions, combinant tradició i renovació, per tal d’assegurar que aquesta memòria no s'apagui mai.

### Esquadra Fundadors
L'Esquadra Fundadors està profundament arrelada a la història de la família Pal·lâ i, en particular, al llegat de Jaume Diego (Osarrat I). Segons les cròniques, Jaume Diego fou un notari que va adoptar un dels fills de Miquel Pal·lâ, el Coix, un nen de només 8 anys que va evitar l'expulsió forçosa dels moriscos en 1609. Aquesta decisió va marcar el destí de la família, que va continuar la seva línia a la Vall d'Albaida. Els fundadors de la filà, descendents d’aquest llinatge, sempre han mantingut la memòria de l’episodi, en què la vida d'un infant va assegurar la pervivència d'una estirp morisca que es pensava perduda.
Durant la batalla de Vernissa l’any 1521, Abdal·là Pal·lâ i Ubaydal Pal·lâ van ser testimonis de la destrucció que va causar l'exèrcit dels agermanats. Aquesta esquadra ret homenatge a aquells membres que, malgrat els saquejos i la pèrdua de béns, van persistir i van preservar el seu llegat, i amb això, la història viva del poble de Castelló de Rugat. Cada membre de l'Esquadra Fundadors representa l'esperit de resistència i renovació, heretat dels seus avantpassats moriscos.

### Esquadra Al-Morsars
L'Esquadra Al-Morsars beu de les arrels de la xaranga "Aldarull", però el seu lligam amb la història de Castelló de Rugat i la Vall d'Albaida es remunta encara més enrere. Aquesta esquadra està formada per descendents directes de figures històriques com Acamot Osarrat V i Ragde III, que també pertanyen al llinatge dels Pal·lâ. Els Morsars prenen el seu nom inspirant-se en els antics moros resistents que van habitar aquestes terres abans de la seva expulsió el 1609.
El seu simbolisme es remunta a la batalla de Vernissa, on la resistència morisca contra els agermanats va esdevenir llegenda. Aquests integrants celebren l’esperit de supervivència i rebel·lia que va caracteritzar els seus avantpassats, tal com Ubaydal Pal·lâ, que va veure com el seu corral de bestiar era destruït pels agermanats, però mai va perdre la seva fe en la resistència. Avui, els membres de l'Esquadra Al-Morsars simbolitzen la força, la cultura i la persistència de la seva herència morisca, contribuint amb la seva música i la seva presència festiva.

### Esquadra Al-Xomins
L'Esquadra Al-Xomins és l'esquadra femenina de la filà i està profundament lligada als llinatges dels Osarrat i els Anañidro, tots dos estretament relacionats amb els Pal·lâ. En particular, aquesta esquadra ret homenatge a les dones que van formar part de la història de Castelló de Rugat durant els segles de convivència morisca. Durant l'època de l'expulsió, moltes dones van tenir un paper crucial en la preservació de la cultura i les tradicions familiars, com Maria, Francisca i Jerònima Pal·lâ, que apareixen als capbreus del segle XVI com a propietàries de terres i béns.
Les dones de l'Esquadra Al-Xomins representen aquesta continuïtat, la preservació del llegat i l'esperit de resiliència. Els seus avantpassats van sobreviure a l'expulsió i van deixar una petjada que encara es pot trobar en la història de la Vall d'Albaida. Aquest grup manté viva la memòria de les dones morisques que van lluitar en silenci per conservar la seva identitat, fent-se visibles en una societat marcada per les guerres i les expulsions. Amb orgull, les integrants de l'esquadra al-Xomins perpetuen aquesta herència, unificant el passat i el present dins de la filà Al-Xafar.

### Esquadra Del Mig
L'Esquadra Del Mig, composta pels membres més joves i recents de la filà, aporta una energia renovadora i alhora un profund respecte per la història de la família Pal·lâ. Els seus integrants provenen, en part, de la penya "El Claf", un grup que s'ha destacat per la seva implicació en la vida social i cultural de Castelló de Rugat. A més, aquesta esquadra compta amb nous descendents de Miquel Pal·lâ, el Coix, aquell que va aconseguir evitar l'expulsió morisca gràcies a l'adopció per part d'Osarrat I.
Les connexions històriques d'aquesta esquadra es remunten als temps en què la família Pal·lâ va aconseguir mantenir una posició destacada dins de la baronia de Castelló de Rugat. Amb el malnom "el Coix", Miquel Pal·lâ es va convertir en una figura influent en la política local i va mantenir un important patrimoni fins a l’expulsió dels moriscos. Ara, l'Esquadra Del Mig honra aquest passat amb la seva joventut i vitalitat, mantenint viva la memòria de la família i assegurant la seva continuïtat en les terres valencianes.

## La música a la filà
Des de la seua fundació la música i la filà han seguit un lligam ben important. Aquesta filà compta amb un gran nombre de components que són músic, el fet és que amb la seua fundació l'any 2016 amb l'esquadra de fundadors, el grup musical que tocava a les festes (els Aldarulls), al cap de dos anys serien els integrants de l'esquadra Al-Morsars.
Actualment les diferents esquadres de la filà desfilen al so de la banda de la Lira Musical de Salem i la Contrabanda de Benirredrà, a causa d'aquest alt nombre de components naixen diferents marxes musicals, que presentem a continuació.

#### Música escrita per a la filà
- Al-Xafar, Vicent Cuquerella, finalista en el II Concurs de Composició de Música Festera de Mutxamel.[11] Aquesta marxa està basada a partir del motiu "Som d'Al-Xafar, i tu no", arran d'aquest vers trobem un exercici de composició ben complex. Comença amb una fanfàrria del metall que dona pas a una marxa d'estil romàntic. Un segon element s'afegeix a formar d'una trista melodia dels clarinets seguint el ritme de la marxa. Tota aquesta primera secció es repeteix de forma variada. La fanfàrria inicial dona inici al primer trio. Un episodi violent que acaba en tornar la fanfàrria inicial i els temes de la marxa. Un redoblament dels timbals seguint el motiu de la fanfàrria, dona inici al segon trio, que s'inicia pels saxòfons i pren elements del primer tema de forma variada. Acaba amb un crescendo, després del qual retorna la fanfàrria inicial fins a deixar a la secció de metalls que inicia una secció violenta. A la coda apareixen elements de la marxa barrejant amb motius de John Williams. Des del punt de vista rítmic, abunden les síncopes, principalment en l'acompanyament, i alguna nota a contratemps en el farciment harmònic de la peça. Es fan servir negres pesades com a cèl·lula rítmica en tots els temes. La percussió amb el característic ritme de marxa mora, no cessa durant tota la composició. Són freqüents els trinats sobre negra o blanca com adorns en totes les melodies. Harmònicament, la peça utilitza les escales menors: natural, melòdica i harmònica alterant els graus corresponents per fer sensació més modal que tonal i introduir-nos així en un  ambient oriental. Comença en el to de Sol menor i acaba en la subdominant, però de la manera major (Do major). La textura és clarament de melodia acompanyada i aquest acompanyament és sincopat en moltes ocasions. Juga amb el canvi de modalitat en els finals de seccions i en al final de la peça. Enllaç de l'audio. Al-Xafar, Vicent Cuquerella

- Filà Al-Xafar, Jaume Gil, finalista al Concurs Internacional de Música Contemporània de Hèlsinki. Peça amb estil dodecafonista. Comença de manera agitada i expressionista, els clarinets presenten una torturada melodia que és detinguda pels metalls. Després la banda queda totalment inestable, fins que apareix el segon tema, basat en la melodia principal. Es torna a l'ambient agitat del principi del moviment, sent detingut per una àmplia cantarella dels clarinets a la qual van afegint altres elements. Segueix un desenvolupament complicat on es barregen els elements anteriors en atrevits contrapunts, portant a la música a un estat d'excitació creixent fins a la recapitulació amb la torturada melodia inicial dels clarinets aquesta vegada amb el cos total dels metalls. Segueixen cites dels temes següents i comença una lluita entre ells fins que és detinguda per un coral en forma de solemne himne en dues parts, separades per una fanfàrria. Es retorna a l'agitació expressionista inicial que culmina en un clímax. Torna la calma, acabant amb la dissolució dels elements de la marxa.
- Himne de la Filà, compost de forma esporàdica pels components de la comparsa en els primers mesos de la seua fundació.

##### Cant d'inici de festes
L'inici de les Festes d'Agost de la Filà Al-Xafar està marcat per la interpretació del seu peculiar himne, dedicat a Sant Arnulfo, el patró de la filà. Aquest himne, que combina elements d'humor i devoció festiva, és una part essencial de l'esperit desenfadat i alegre que caracteritza les celebracions de la filà. A continuació, es presenta la lletra de l'himne en la seva versió original:
A Sant Arnulfo pedimos
Por ser nuestro patrón
Nos guie en la borrachera
Dándonos su bendición
Sant Arnulfo pedimos
Gure patroia izateagatik
Eraman gaitzazu mozkorraldian
Zure bedeinkapena emanez
¡Viva Sant Arnulfo!
¡Gora Sant Arnulfo!
Aquest himne reflecteix l'esperit alegre i festiu de la filà, combinant el castellà i el basc com a mostra de germanor i diversitat cultural. L'himne es canta al començament de les festivitats per demanar la protecció i benedicció de Sant Arnulfo, especialment durant els moments de celebració més efusius, com la "borrachera" festiva, una al·lusió humorística a l'ambient de festa i desinhibició que acompanya les festes.
El crit final de "¡Viva Sant Arnulfo! ¡Gora Sant Arnulfo!" és un aclamat homenatge al patró, i representa la unió de tots els membres de la filà en aquest moment especial de la celebració.